# یخچال مهدی‌آباد
یخچال مهدی‌آباد مربوط به دوره قاجار است و در شهرستان زرندیه، روستای خورشید آباد واقع شده و این اثر در تاریخ ۸ مرداد ۱۳۸۱ با شمارهٔ ثبت ۵۹۷۵ به‌عنوان یکی از آثار ملی ایران به ثبت رسیده است.